# Пумсі
Пумсі́ (рос. Пумси) — присілок у складі Сюмсинського району Удмуртії, Росія.

## Історія
Станом на 2002 рік існували селище Пумсі — 90 осіб (з них удмурти — 56 %, росіяни — 44 %) та присілок Пумсі — 35 осіб (з них удмурти — 77 %). Пізніше селище було приєднане до присілка.

## Населення
Населення — 54 особи (2010; 125 в 2002).

## Урбаноніми[4]
- вулиці — Берегова, Візірма, Деповська, Ліспромгосповська, Мостова, Починок, Пумсинська, Шкільна